# Authentic
Authentic, född 5 maj 2017, är ett engelskt fullblod som tävlade mellan 2019 och 2020. Han tränades under hela tävlingskarriären av Bob Baffert och reds oftast av John Velazquez. Han är känd för att ha segrat i 2020 års upplaga av Kentucky Derby.

## Karriär
Authentic började tävlade i november 2019 och sprang totalt in 7,2 miljoner dollar på 8 starter, varav 6 segrar och 2 andraplatser. Han tog sin största seger i Kentucky Derby (2020). Han segrade även i Haskell Stakes (2020) och Breeders' Cup Classic (2020).
Han kvalificerade sig till Kentucky Derby genom att segra i San Felipe Stakes, samt att komma på andraplats i Santa Anita Derby. Efter Kentucky Derby kom han även på andraplats i Preakness Stakes och segrade i Breeders' Cup Classic.

### Breeders' Cup Classic
Authentic mötte äldre hästar för första (och enda) gången i Breeders' Cup Classic på Keeneland, som hölls den 7 november 2020. Fältet i 2020 års upplaga ansågs allmänt vara ett av de bästa fälten genom tiderna, inklusive Tiz the Law, Maximum Security, Improbable, Tom's d'Etat, Global Campaign, Tacitus, By My Standards och Higher Power. Improbable startade som favorit, medan Authentic blev tredjehandsfavorit.
Efter att Authentic fått en bra start reds han direkt till ledningen, med Maximum Security på utsidan. Authentic släppte dock aldrig någon förbi sig, och segrade med över 2 längder och Improbable. Authentic var den första hästen sedan American Pharoah som segrat i Kentucky Derby och Breeders' Cup Classic under samma år, och bara den fjärde i historien (Ubridled och Sunday Silence är de andra).

### Som avelshingst
Authentic pensionerades efter Breeders' Cup Classic för att istället vara verksam som avelshingst på Spendthrift Farm i Kentucky.

## Statistik
| # | Datum            | Löp                   | Bana              | Grupp | Distans        | Plac. | Tid     | Jockey            | Ref.   |
| - | ---------------- | --------------------- | ----------------- | ----- | -------------- | ----- | ------- | ----------------- | ------ |
| 1 | 9 november 2019  | Maiden                | Del Mar Racetrack |       | 5 1⁄2 Furlongs | 1     | 1:03.60 | Drayden Van Dyke  | [ 10 ] |
| 2 | 4 januari 2020   | Sham Stakes           | Santa Anita Park  | III   | 1 mile         | 1     | 1:37.57 | Drayden Van Dyke  | [ 11 ] |
| 3 | 7 mars 2020      | San Felipe Stakes     | Santa Anita Park  | II    | 1 ⁄16 miles    | 1     | 1:43.56 | Drayden Van Dyke  | [ 12 ] |
| 4 | 6 juni 2020      | Santa Anita Derby     | Santa Anita Park  | I     | 1 ⁄8 miles     | 2     | 1:48.97 | Drayden Van Dyke  | [ 13 ] |
| 5 | 18 juli 2020     | Haskell Stakes        | Monmouth Park     | I     | 1 ⁄8 miles     | 1     | 1:50.45 | Mike E. Smith     | [ 14 ] |
| 6 | 5 september 2020 | Kentucky Derby        | Churchill Downs   | I     | 1 ⁄4 miles     | 1     | 2:00.61 | John R. Velazquez | [ 15 ] |
| 7 | 3 oktober 2020   | Preakness Stakes      | Pimlico           | I     | 1 3⁄16 miles   | 2     | 1:53.28 | John R. Velazquez | [ 16 ] |
| 8 | 7 november 2020  | Breeders' Cup Classic | Keeneland         | I     | 1 ⁄4 miles     | 1     | 1:59.60 | John R. Velazquez | [ 17 ] |